# NGC 7001
NGC 7001 ist eine Spiralgalaxie vom Hubble-Typ Sab im Sternbild Wassermann auf der Ekliptik. Sie ist schätzungsweise 324 Millionen Lichtjahre von der Milchstraße entfernt und hat einen Durchmesser von etwa 130.000 Lj.
Entdeckt wurde das Objekt am 21. Juli 1827 von John Herschel.